# Ion Stoica Dumitrescu
Ion Stoica Dumitrescu, cunoscut și ca Stoica Dumitrescu, (n. 1886, Zănoaga, România – d. 1956, București, România) a fost un pictor român.

## Biografie
S-a născut în 1886 la Zănoaga, Dolj. Și-a început studiile la Școala Elementară de Meserii din Olt și le-a continuat la Școala de Arte Frumoase din București, între 1900 și 1905. Conform unor surse, a studiat la Academia de Arte Frumoase din München între 1905 și 1909. Totuși, un articol din 1910 menționează că acesta a câștigat o bursă dintr-un fond lăsat de Nicolae Grigorescu, fiind descris ca absolvent al Școlii de Arte Frumoase din București și urmând să studieze timp de patru ani la München și Paris, iar în 1911 se afla la München. În același an era menționat ca membru al organizației Tinerimea artistică.
Între 1920 și 1927 a lucrat ca ilustrator pentru editura Cartea Românească, precum și ca restaurator și pictor la Muzeul Militar din București.
A fost membru al Uniunii Artiștilor Plastici din România.
În 1956, cu ocazia împlinirii vârstei de 70 de ani, i-a fost conferit Ordinul Muncii clasa a II-a.
A decedat la 21 decembrie 1956 și a fost înmormântat în Cimitirul „Sfânta Vineri” din București.

## Opera

### Expoziții
În 1909, Stoica Dumitrescu a participat la Salonul Oficial, organizat la Ateneu, alături de alți artiști români cunoscuți ai vremii, precum Titus Alexandrescu, Constantin Artachino, Ludovic Basarab sau Cecilia Cuțescu-Storck, unde lucrarea sa La cercuit a fost remarcată într-o recenzie a expoziției, fiind considerată reprezentativă pentru talentul său.
De asemenea, a participat la Expoziția de toamnă a societății Tinerimea Artistică în 1910, precum și la cea de-a zecea expoziție de pictură și sculptură a aceleiași societăți, în 1911. La această expoziție, Stoica Dumitrescu a fost singurul reprezentant al picturii istorice și a expus două schițe cu tematică istorică, Stejarul din Borzești și Într-acolo. Potrivit unei mențiuni din Gazeta Transilvaniei, lucrările au fost descrise ca având „oarecare vervă.”.
În 1933, Stoica Dumitrescu a fost invitat la Sofia de către Vasile Stoica, ministrul plenipotențiar al României în Bulgaria, pentru a organiza o expoziție comună între cele două țări. În cadrul acestui eveniment, Dumitrescu a expus aproximativ o sută de lucrări, printre care s-a remarcat tabloul Mihai Viteazul, înfățișând domnitorul român cu securea în mână pe calul său. Această lucrare a fost expusă atât la Sofia, cât și la Ruse și Giurgiu.
În 1952, Stoica Dumitrescu a participat la Expoziția de Stat a Artelor Plastice, unde a expus lucrări cu o orientare realistă, alături de artiști precum Jean Alexandru Steriadi, Camil Ressu sau Octavian Angheluță.

### Lucrări

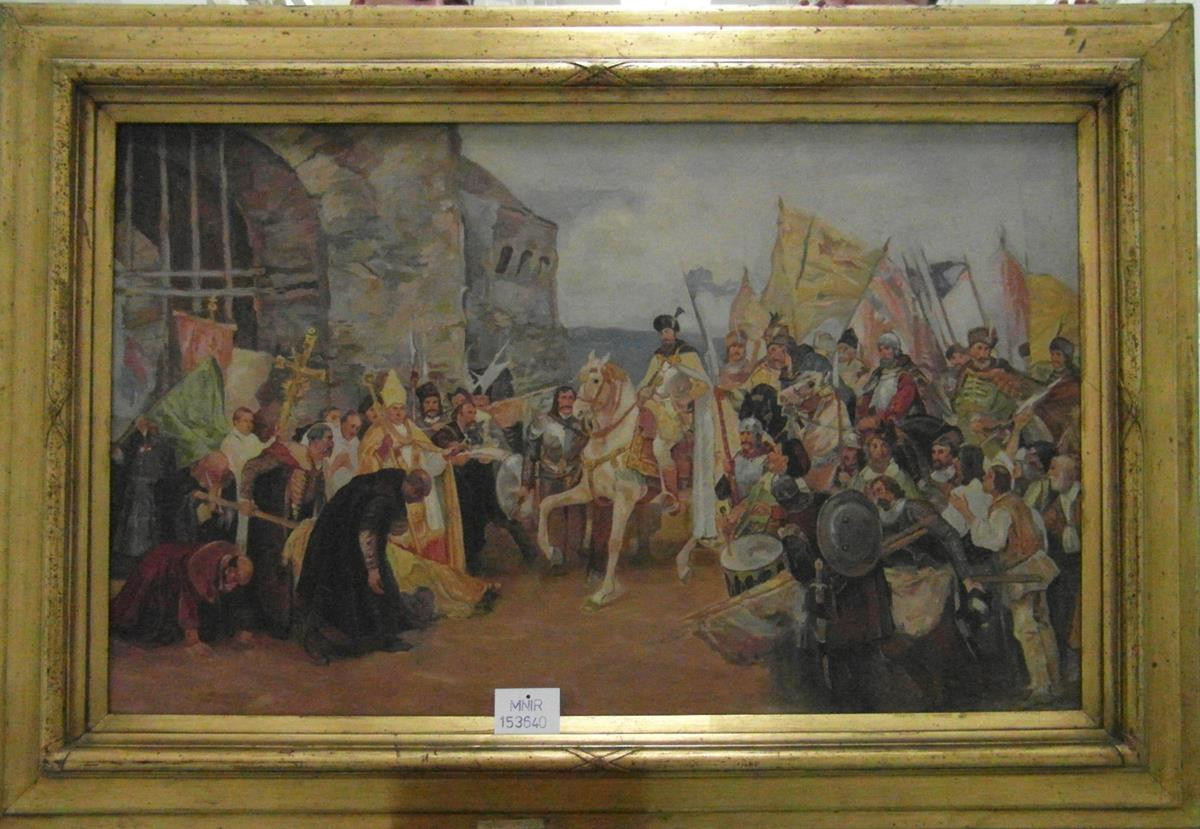
Intrarea lui Mihai Viteazul în Alba-Iulia de Stoica Dumitrescu

Printre cele mai cunoscute opere a lui Stoica Dumitrescu se află Intrarea lui Mihai Viteazul în Alba-Iulia, expusă la Muzeul Național de Istorie a României din București. Scena a fost reprodusă și pe reversul bancnotelor de 5000 de lei din 1931 și 1940.
O parte din basoreliefurile Monumentul Revoluției de la 1821 din Padeș sunt realizate după desenele lui Stoica Dumitrescu.
În 2014, mai multe tablouri au fost regăsite în depozitele Muzeului Național al Unirii din Alba Iulia. Printre acestea se numărau și două portrete, al regelui Ferdinand și al reginei Maria, semnate de Stoica Dumitrescu.

Picturi de Stoica Dumitrescu despre Primul Război Mondial
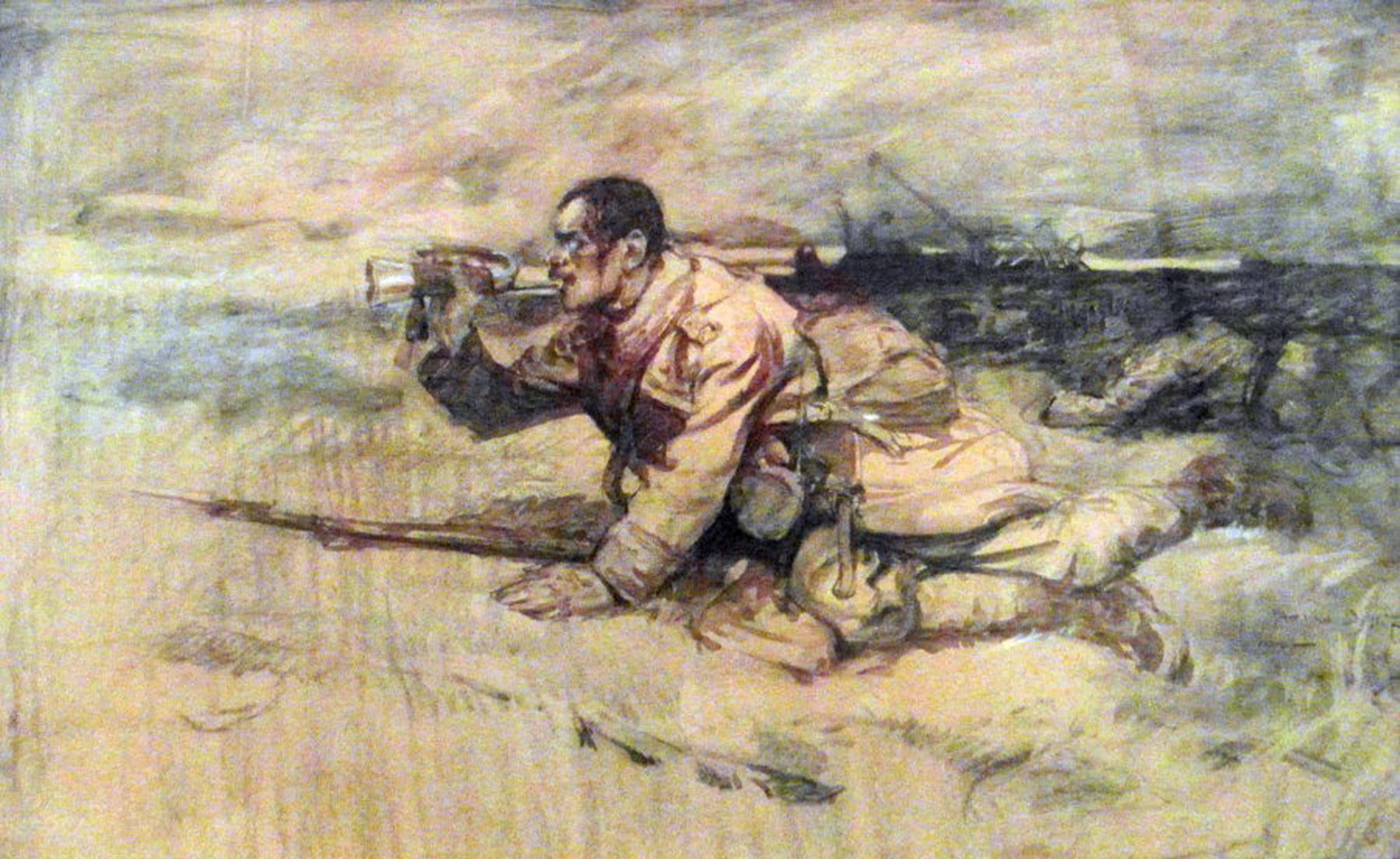
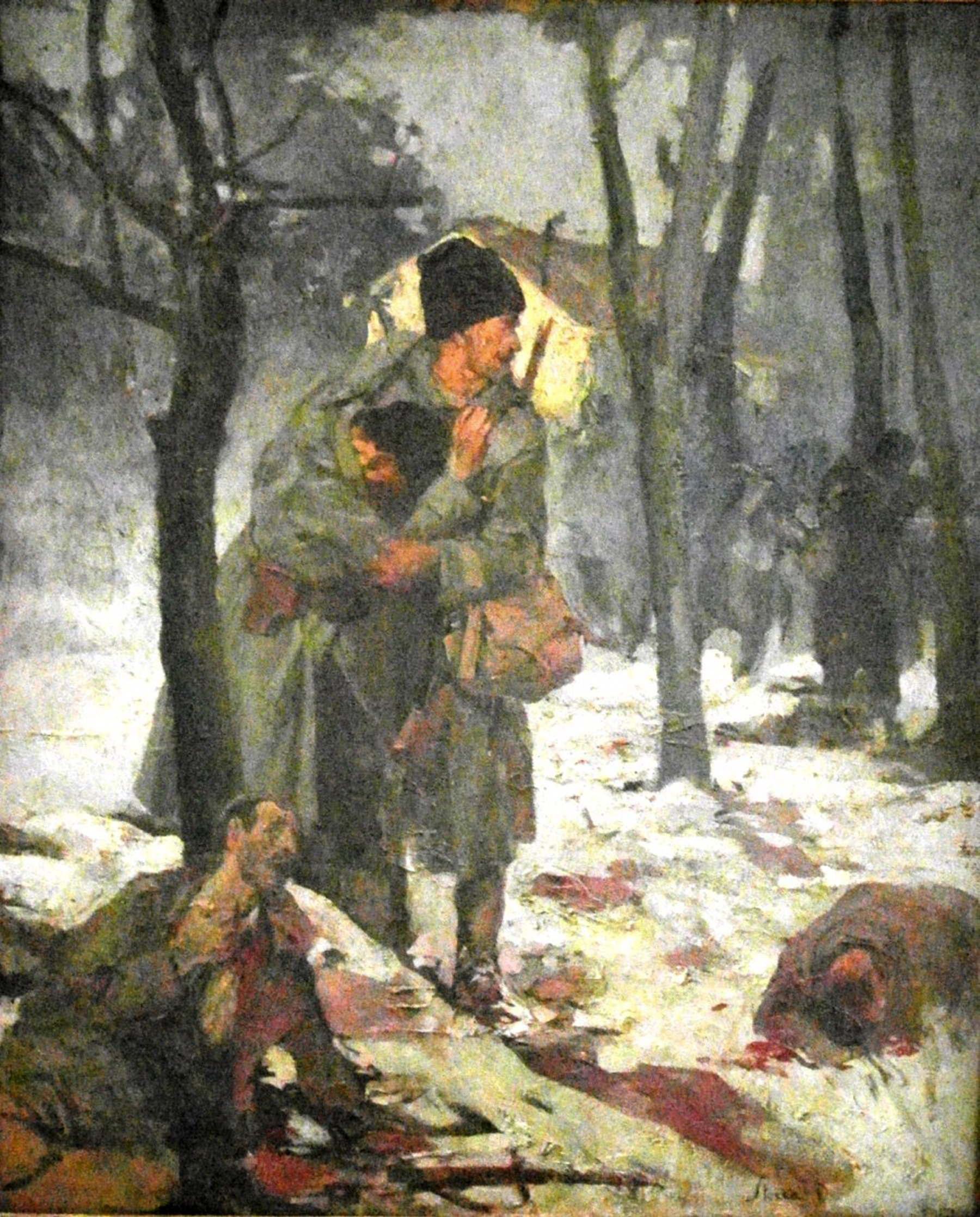

## Distincții
- Ordinul Muncii clasa a II-a (14 mai 1956) „pentru merite deosebite în domeniul creației plastice, [...] cu ocazia împlinirii a 70 ani de viață”[23]